# SQL*Plus
SQL*Plus je nejzákladnější nástroj na ovládání databáze Oracle. Prostředí SQL*Plus nemá GUI, ale využívá příkazové řádky.

## Typy příkazů
Do SQL*Plus lze vkládat pět druhů textových příkazů
1. SQL výraz
2. PL/SQL výraz
3. Interní příkazy SQL*Plus (SET, SHOW)
4. Komentáře
5. Externí příkazy uvozené znakem !

V případě správně nakonfigurovaného systému a proměnného prostředí se SQL*Plus spustí např. takto:
```
$ sqlplus scott/tiger
```

Kde scott je uživatelské jméno v databázi Oracle a tiger je heslo uživatele.